# William Orthwein
William Robert Orthwein (Saint Louis, Missouri, 16 d'octubre de 1881 – Saint Louis, 2 d'octubre de 1955) va ser un esportista, advocat i polític estatunidenc.
Fill de pare alemany, Orthwein es graduà a la Universitat Yale. El 1904 va prendre part en els Jocs Olímpics de Saint Louis, on va guanyar la medalla de bronze en la prova dels 4x50 iardes relleus lliures, junt a Amedee Reyburn, Marquard Schwarz i Gwynne Evans. En aquests mateixos Jocs guanyà una segona medalla de bronze com a membre de l'equip Missouri Athletic Club en la competició de waterpolo.
Posteriorment obtingué el títol d'advocat a la Washington University in St. Louis i fou un destacat advocat de la ciutat de Saint Louis. Va exercir com a vicepresident i conseller general de la Kinloch Telephone Company el 1920.
Durant la Segona Guerra Mundial fou el comissionat de subministrament de Sant Lluís. Mentrestant, Orthwein va unir-se al Partit Republicà i el 1948 va concórrer, sense èxit, al nomenament de tinent governador.